# Teatro Shakespeare
Teatro Shakespeare fue concebido por Patricio Orozco y por primera vez construido en febrero de 2013, con motivo del inicio del III Festival Shakespeare de Buenos Aires.

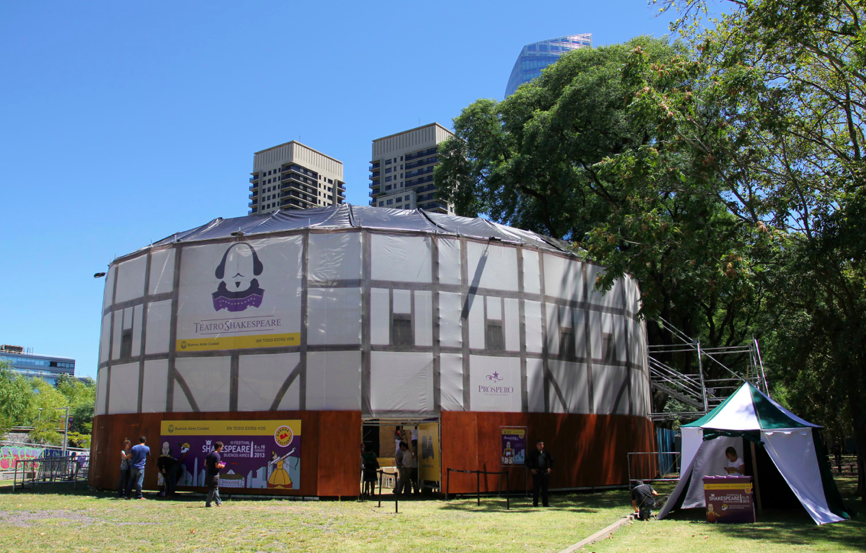
Fachada del Teatro Shakespeare

El Teatro Shakespeare es una construcción móvil que evoca a un teatro isabelino y tiene como objetivo central acercar a los espectadores a una nueva experiencia teatral. El público ve y participa de las obras teatrales de la misma manera que se hacía en Londres en el año 1600, en las salas dónde William Shakespeare estrenaba sus textos.

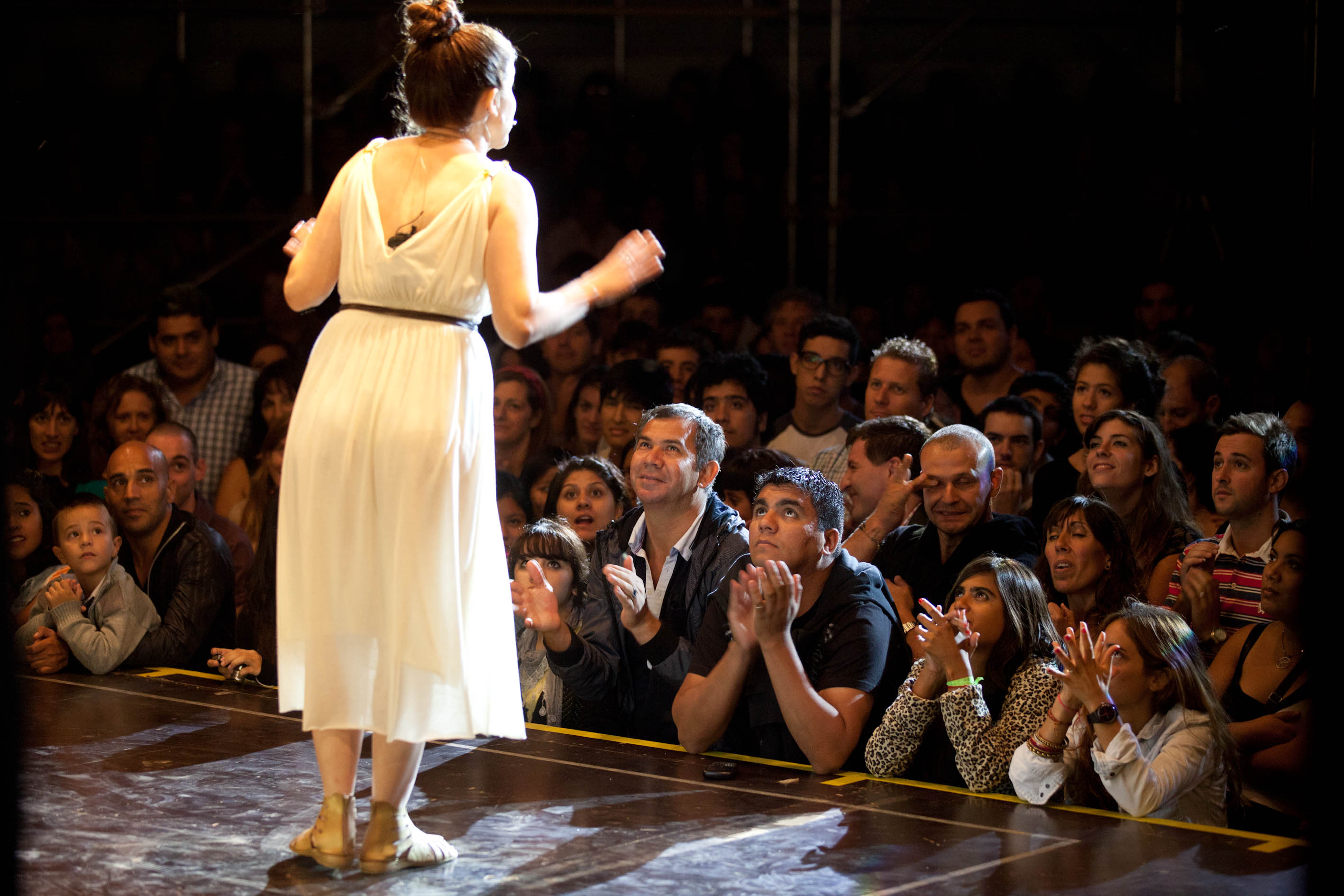
El púbico

La estructura ofrece la posibilidad de que el público en la arena esté de pie y pueda trasladarse al sector que le resulte más atractivo. Shakespeare pensó sus obras para ser estrenadas en este tipo de teatros, es por esto que sus textos se resignifican al ser trabajados en este tipo de espacio.

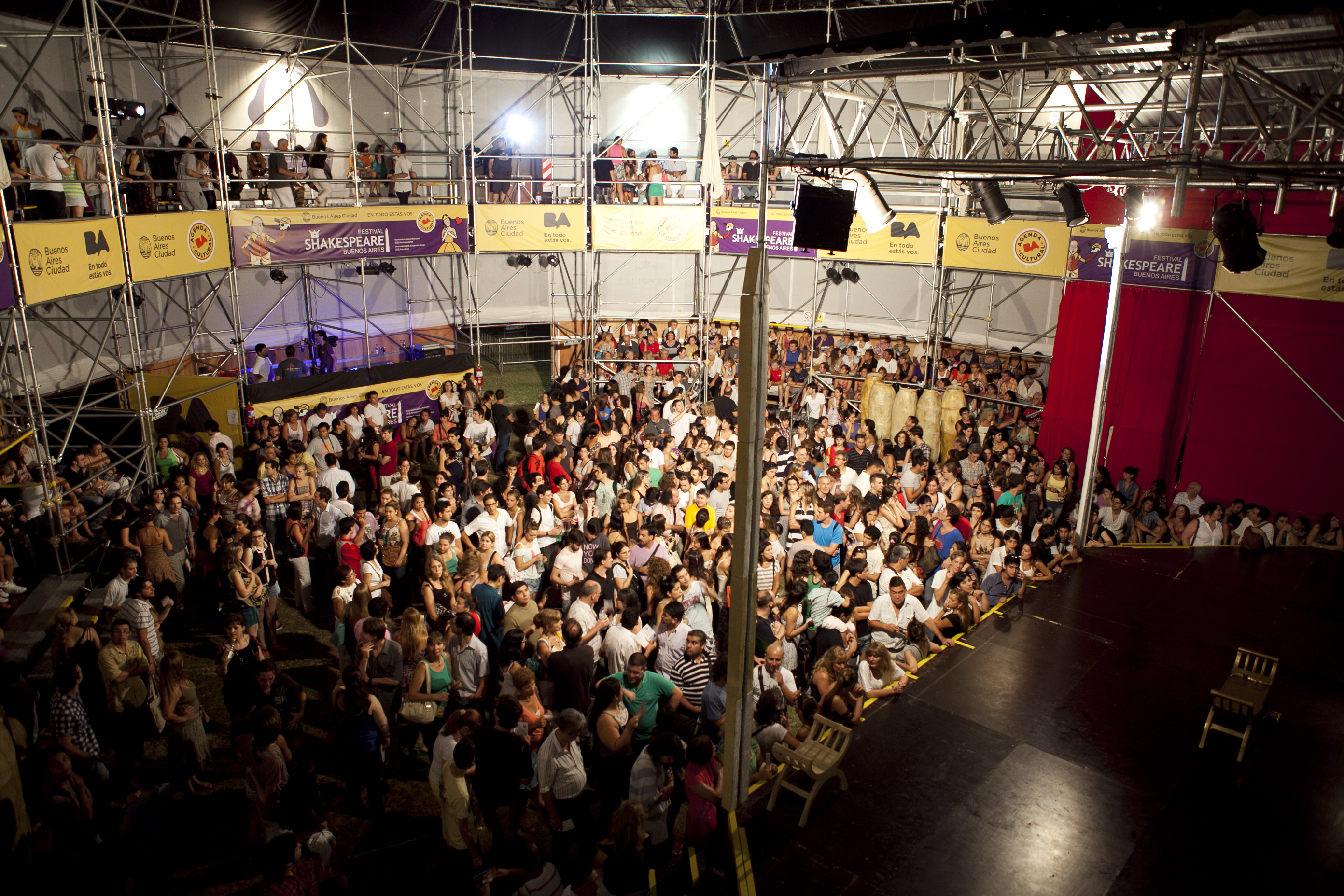
Interior del Teatro Shakespeare

## Ubicación
Su primera ubicación (febrero a mayo de 2013) fue en el Parque Mujeres Argentinas, en Costanera Sur. En ese espacio se programaron espectáculos para adultos y niños y se impartieron workshops relacionados con la obra de William Shakespeare
Luego, durante septiembre a diciembre de 2013, se ubicó en el barrio de Villa Luro, Ciudad de Buenos Aires. Allí se realizó la segunda temporada de «Antonio y Cleopatra», se dictaron cursos de teatro, talleres, recitales y espectáculos infantiles.
En septiembre de 2014 el Teatro Shakespeare se encuentra en el barrio de Recoleta, en el Parque Thays.